# 歌川信秀
歌川 信秀（うたがわ のぶひで、生没年不詳）とは、江戸時代の浮世絵師。

## 来歴
歌川国信の門人、歌川の画姓を称す。作画期は文政の頃とされるが作については不明。門人に二代目歌川信秀がいる。